# Hildegard Krämer
Hildegard Krämer (* 27. Juni 1922 in Fürth, Mittelfranken; † 25. Januar 2021) war eine deutsche Balletttänzerin, Ballettmeisterin und Choreografin.

## Leben
Hildegard Krämer tanzte bereits als 10-Jährige im Kinderballett. Sie studierte ab 1929 in Nürnberg bei W. Godlewski, Helga Swedlund und Hans Helken, anschließend in Berlin bei Rudolf Kölling (1904–1970) sowie bei David Lichine (1910–1972) und Eugene Loring (1911–1982) in Los Angeles. Sie debütierte 1939 am Opernhaus Nürnberg, wechselte 1943 zur Münchner Ballettkompagnie und 1944 an die Bayerische Staatsoperette.
Karl Pschigode, der damalige Intendant der Städtischen Bühnen Nürnberg, engagierte sie 1949 als „Erste Solotänzerin“ zurück nach Nürnberg, wo sie unter den Ballettdirektoren Helmut Hansel und Bernhard Wosien zunächst stellvertretende Ballettmeisterin war und 1954 Ballettmeisterin wurde. Von 1955 bis 1975, seit 1958 als Oberleiterin, war sie Ballettdirektorin an den Städtischen Bühnen Nürnberg, die damals zeitweise über eine Ballett-Compagnie von über 50 Tänzern verfügten.
Krämer tanzte als Primaballerina, oft mit dem damaligen Nürnberger Solotänzer László Jilly (1921–2013) als Partner, die großen Solo-Partien in den klassischen Handlungsballetten, übernahm jedoch auch Rollen in Werken moderner Komponisten wie Werner Egk (Abraxas, in der Spielzeit 1952/53 als Nürnberger Erstaufführung), Carl Orff oder Olivier Messiaen bei einer Aufführung während der Internationalen Orgelwoche (ION). In der Spielzeit 1953/54 tanzte sie im Rahmen der sog. „Woche des Gegenwartstheaters“ am Opernhaus Nürnberg die Archisposa in Abraxas.  Zu ihren künstlerischen Höhepunkten am Opernhaus Nürnberg gehörten Prokofjews Cinderella (Spielzeit 1954/55 mit über 80 Tänzern aus Ensemble, Ballettschule und Kinderballett), die Ballett-Pantomime Don Juan mit der Musik von Christoph Willibald Gluck (1955), Der Dreispitz von Manuel de Falla und Prinzessin Turandot von Gottfried von Einem. Ihre persönlichen Lieblingsrollen waren die Julia in Prokofjews Romeo und Julia, der Feuervogel in Strawinskys gleichnamigem Ballett (Premiere: Februar 1953) und die Undine in der Vertonung von Hans Werner Henze.
Seit 1957 trat sie auch als Choreografin hervor, erstmals mit Hamlet von Boris Blacher. Es folgten zahlreiche moderne Ballettinszenierungen, so Blachers Der Mohr von Venedig (Spielzeit 1962/63) und die Ballett-Oper La Buffonata von Wilhelm Killmayer (1962). 1964 schuf sie die Choreografie für eine Coppélia-Neuinszenierung. Krämer choreografierte außerdem mehrere Ur- und Erstaufführungen am Opernhaus Nürnberg, u. a. Der Faden der Ariadne (UA 1958, Musik: Friedrich J. Schmidt), Cupiditas (UA 1961, Musik: Friedrich J. Schmidt), Der junge König (UA 1963, Musik: Waldram Hollfelder), La follia di Orlando (1969, Musik: Goffredo Petrassi) und The Train Robbers (Dt. EA 1971, Musik: Dave Brubeck).
Außerdem zeichnete sie für die Balletteinlagen in den damaligen Nürnberger Opern-, Operetten- und Musicalinszenierungen (u. a. Kiss Me, Kate, 1956 mit Kurt Leo Sourisseaux und Annie get your gun, 1973 mit Marita Krâl) verantwortlich und wirkte als Tanz-Coach für die Nürnberger Operettensänger. 1957 war sie für die Ballettchoreografie bei der Uraufführung der Operette Die ideale Geliebte von Gerhard Winkler verantwortlich. In der Spielzeit 1957/58 choreografierte sie die Balletteinlagen für die Operette Gräfin Mariza beim Regiedebüt von Kurt Leo Sourisseaux. In der Spielzeit 1958/59 zeichnete sie für die Choreografie bei der Uraufführung des Operetten-Einakters Die keusche Diana von Carl Millöcker verantwortlich, wobei sie eigens einen 20-minütigen Pas de deux zwischen Diana und Acteon kreierte. Im Juni 1959 gehörte sie zum Leitungsteam der Uraufführung des Musicals Unsere Träume von Peter Kreuder. Für die Nürnberger Uraufführung der neuen Version von Will Meisels Operette Königin einer Nacht schuf sie 1966 ein „legendäres“ Unterwasserballett.
Ihre letzte große Ballettinszenierung an den Städtischen Bühnen war Aram Chatchaturians Gajaneh (Spielzeit 1974/75, mit Christiane Milenko in der Hauptrolle), die allerdings von der damaligen Nürnberger Kritik „hart verrissen“ wurde. Als Gast inszenierte sie unter dem damaligen Intendanten Rudolf Hartmann auch an der Bayerischen Staatsoper.
Sie war außerdem Leiterin der Kinder-Ballett-Schule und der Ausbildungsklasse der Städtischen Bühnen Nürnberg. Krämer, die einen autoritären Führungsstil pflegte, forderte von ihren Tänzern Disziplin, Leistung und einen Einsatz, der oft bis an deren Schmerzgrenze ging.
Nach ihrem Abschied von der Bühne gründete sie die Ballettschule Nürnberg, um den örtlichen Tanznachwuchs zu fördern. Sie war mit dem Dirigenten und Komponisten Friedrich J. Schmidt († 2004) verheiratet, der von 1953 bis 1974 als Ballett-Kapellmeister an den Städtischen Bühnen Nürnberg engagiert war.
Hildegard Krämer, die Ehrenmitglied der Städtischen Bühnen Nürnberg war, starb Anfang 2021 im Alter von 98 Jahren.